# The Otto Show
"The Otto Show" är avsnitt 22 från säsong tre av Simpsons och sändes på Fox i USA den 23 april 1992. I avsnittet vill Bart bli rockstjärna efter att ha besökt en konsert med Spinal Tap. I avsnittet medverkar skådespelarna från Spinal Tap, Michael McKean spelar sin figur David St. Hubbins, och Christopher Guest spelar Nigel Tufnel. Harry Shearer som även är en rollfigur i Simpsons och Spinal Tap spelar sin figur Derek Smalls.

## Handling
Bart Simpson och Milhouse van Houten besöker en konsert med Spinal Tap som urartar i ett upplopp. Ändå är Bart imponerad av bandet och berättar för familjen att han vill börja spela gitarr. Homer och Marge köper elgitarr till Bart. Han har problem och lära sig spela och nästa morgon då Bart kliver på skolbussen berättar han för chauffören Otto att hans nya gitarr är trasig. Otto provar då gitarren och den visar sig inte vara trasig. Efter Otto spelat på gitarren påpekar Martin att de kommer för sent till skolan så Otto börjar köra vårdslöst till skolan och han blir stoppad av polisen.
Polisofficeren Lou ber om Ottos körkort och han berättar då att han inte har något. Skinner stänger då av Otto tills han fixat körkortet och Skinner kör själv skolbussen under tiden. Otto besöker Springfield Department of Motor Vehicles för att få sitt körkort men misslyckas. Otto blir samma dag också vräkt från sin lägenhet då han inte betalat hyran. Bart hittar honom sen sovande i en avfallskvarn, och han tar med honom hem och låter honom sova i familjens garage. Nästa morgon vaknar familjen av att Otto spelar musik i garaget. Homer och Marge gillar inte idén att låta Otto stanna men de går med på det till slut.
Homer börjar snart tappa tålamodet med Otto och kräver att han ska ut på gatan men innan han blir utkastad övertalar Marge och Bart att han ska prova göra körkortsprovet igen. Otto börjar plugga lyckas ta körkortet efter att uppkörningsläraren Patty Bouvier får reda på varför Otto vill ha körkortet och för att han skvallrar om vad Homer gjorde då han sov över hos henne under uppkörningen. Otto blir återanställd till Skinner och skolbarnens lycka.

## Produktion
"The Otto Show" skrevs av Jeff Martin och regisserades av Wes Archer. Titeln är en referens till auto show. Avsnittet var det första med Otto Mann i en huvudroll. Ottos fullständiga namn nämns i avsnittet för första gången. Jay Kogen och Wallace Wolodarsky ville kalla honom  Otto Mechanic men animatörerna gav honom efternamnet Mann.
I avsnittet medverkar Spinal Tap som sig själva.. Harry Shearer som även är en röstskådespelare i serien och medlem i Spinal Tap spelar Derek Smalls. I avsnittet framträder bandet som om de var en riktigt band och inget fiktivt band vilket de egentligen är. Enligt Al Jean var producenterna på Fox inte glada att ha med bandet då det kostade att ha med deras låtar. Mike Reiss försvarade sig med att Fox skulle haft råd att ta ett större band. Animatörer gav många av medlemmarna i folkmassan under konserten smällar så att de inte skulle behöva animera så många ögon. I sista scenen med bandet ser man artistbussen börja brinna. Scenen lades in för att de inte hittade något roligare slut.

## Kulturella referenser
När Homer sätter på sig sin gamla jacka från sin ungdom hittar han en Billy Beer i en av fickorna. Då Homer sitter i bilen utanför konsertlokalen sjunger han "Spanish Flea". Författarna hade svårt att få rättigheter till sången men lyckades i sista stund med hjälp av en anställd som är släkt med en av medlemmarna i bandet. Homer sjunger i bilen också Summer Samba. Efter att Otto flyttar in säger Homer att det här inte är Gänget och jag och han är ingen Fonzie. Då Otto hälsar på Homer är det en referens till situationskomedi. I skolbussen sjunger Otto "Free Bird".

## Mottagande
Då avsnittet sändes på Fox fick det 11.5 i Nielsen ratings vilket ger 10,59 miljoner hushåll. Avsnittet hamnade under veckan på plats 41 över mest sedda program vilket var mer än genomsnittet för säsongen som var plats 35. Simpsons var det fjärde mest sedda på Fox under veckan.
I boken I Can't Believe It's a Bigger and Better Updated Unofficial Simpsons Guide har Warren Martyn och Adrian Wood skrivit att avsnittet är en trevlig episod med Otto och några roliga stora stunder för Skinner då han försöker köra bussen, men speciellt minnesvärd är Homer då han glömmer att hämta Milhouse efter konserten. De gillar att medlemmarna från Spinal Tap medverkade i avsnittet. Hos MovieFreak.com har Dennis Landmann kallat avsnittet för ett av de avsnitt från säsongen som sticker ut.  Nate Meyers på Digitally Obsessed gav avsnittet fem av fem donuts och baserade det på att skrivandet har gått på full gas i avsnittet, de har skrivit in massor av skämt i ett avsnitt på 20 minuters längd med en fantastisk framgång. På DVD Movie Guide har Colin Jacobson skrivit att avsnittet var solid och långt ifrån den höga kvalitén som de brukar producera. Spinal Tap-scenerna kändes lite klibbiga, det kändes som ett sätt att sälja ett nytt album, han anser också att Otto inte en av de starkaste karaktärerna. Han tror att serien inte någonsin ger honom huvudrollen igen, han fungerar bäst i små doser. Otto är en bra karaktär men han behöver inte konkurrera med de andra som bästa figurerna.
Bryce Wilson nämnde i sin recension av säsong tre hos Cinema Blend att Simpsons-röstskådespelaren Harry Shearer återförenar Spinal Tap bara för avsnittet som är fullt av det varumärket. IGN har nämnt Spinal Tap på plats 18 över bästa gästskådespelaren i seriens historia. Andrew Martin från Prefix Mag anser att Spinal Tap är den bästa musikgästen i en tio i topp-lista.